# Azilià
L'azilià és una indústria de l'Epipaleolític que es va estendre des del Cantàbric fins als Alps, i la seva cronologia va del 10500 a 9000 aC, aproximadament. Va ser definida per Edouard Piette quan va descobrir i analitzar el jaciment de Mas d'Azil. Inicialment, es va pensar que l'azilià comportava una degradació cultural del magdalenià per culpa de la manca d'aliments.
L'àrea de major presència a la península Ibèrica de l'azilià és la meitat oriental d'Astúries fins al País Basc i els jaciments principals són Zatoga a Navarra, Los Azules a Astúries i La Pila a Cantàbria. Es considera probable que algunes restes trobades en indrets del País Valencià i Catalunya siguin d'aquesta indústria; a Dosaigües, a la cova anomenada La Cocina, a Serinyà al Pla de l'Estany i a la balma de Sant Gregori de Falset.

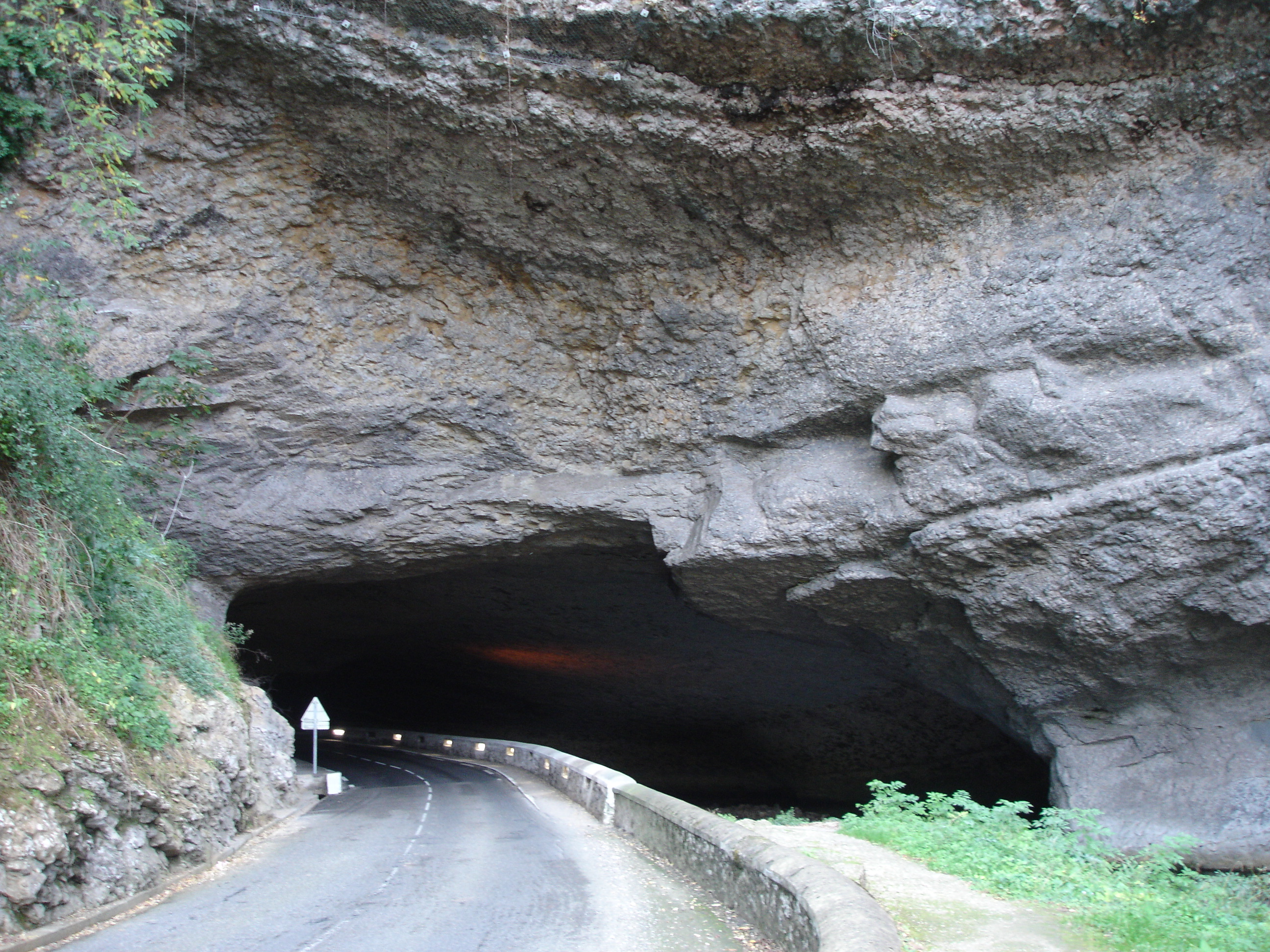
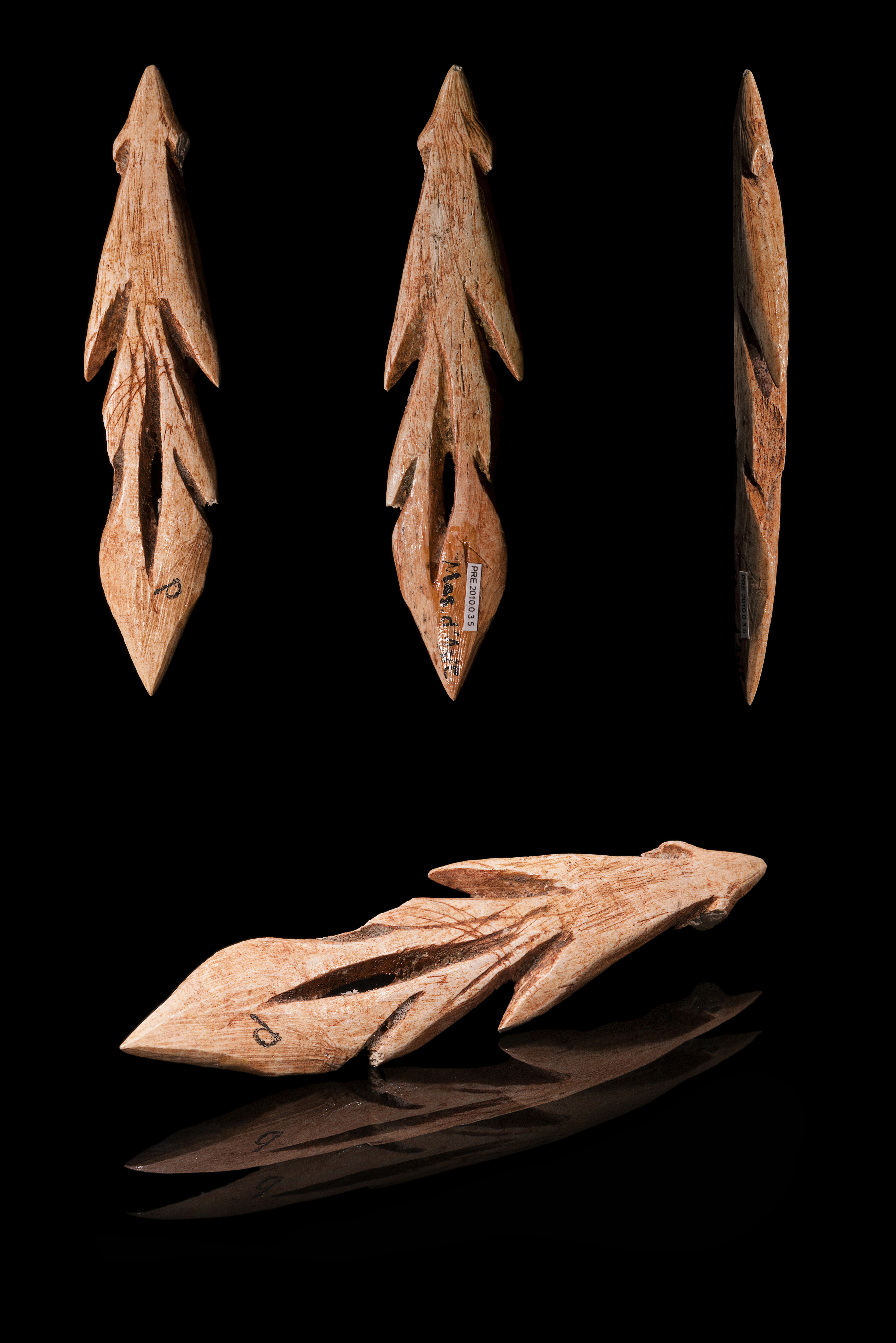
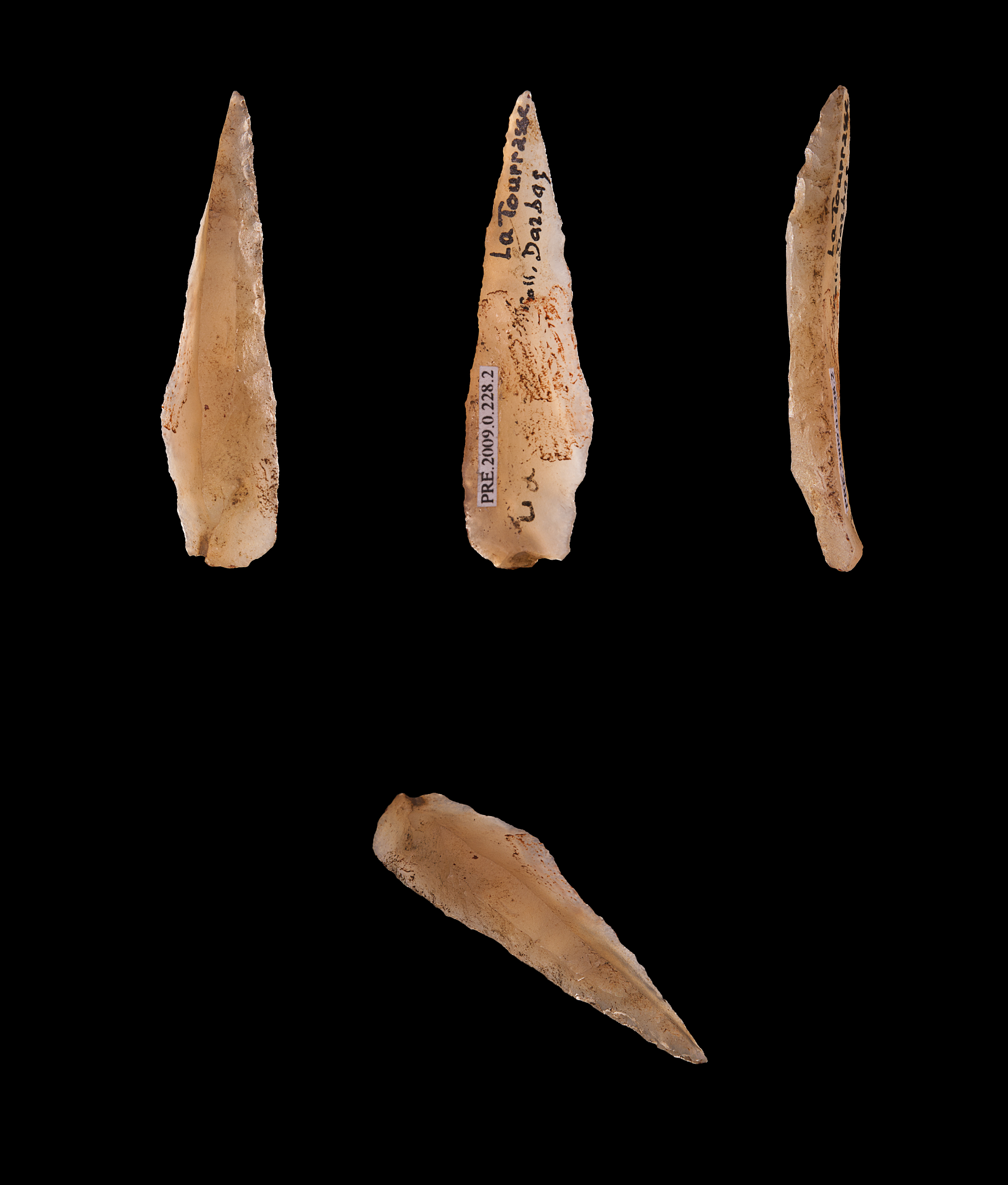
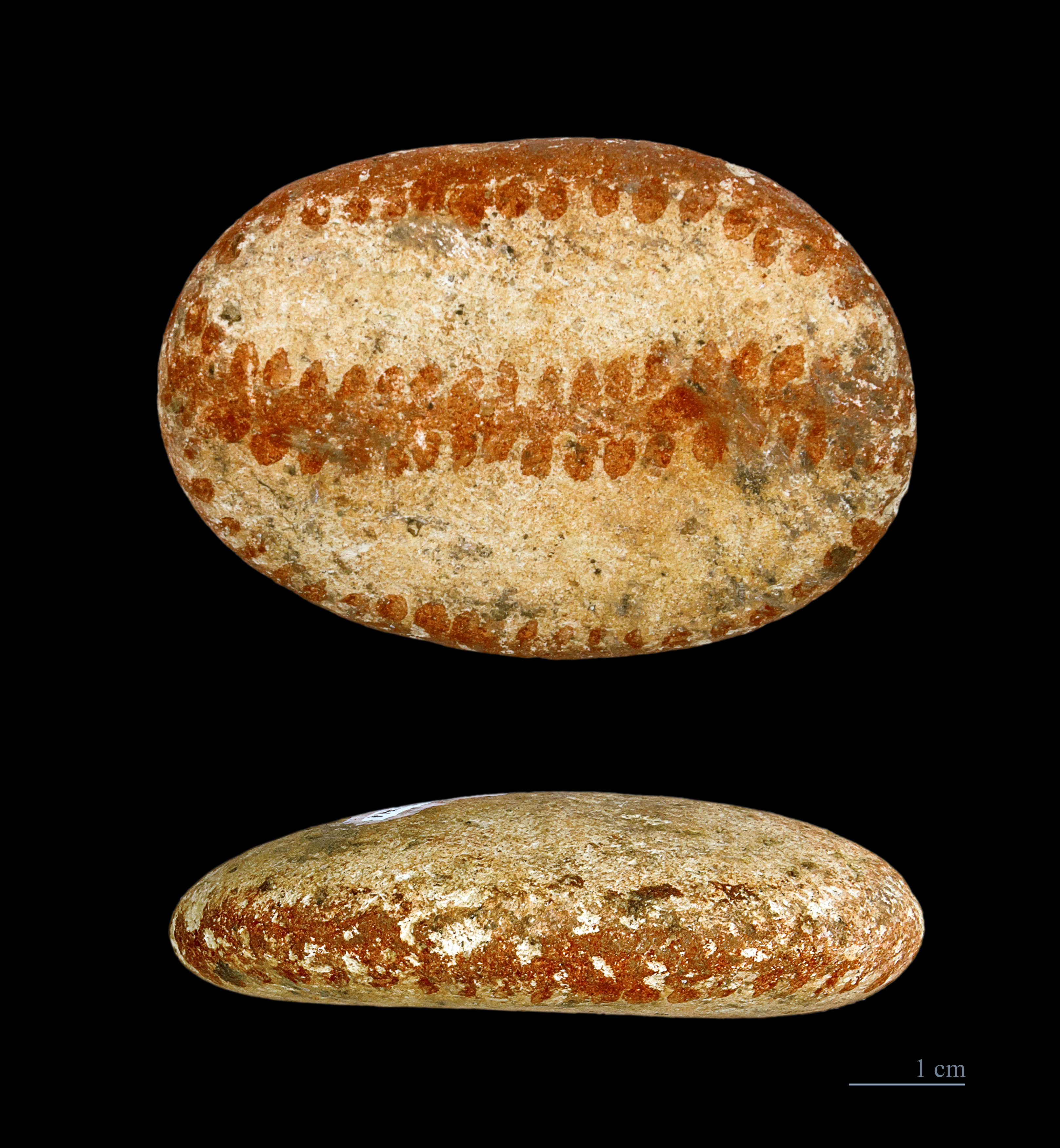

## Indústria
Hi ha una tendència cap a la microlització amb l'aparició d'unes puntes característiques (puntes azilianes), que són unes laminetes de dors amb l'extrem en forma de punta.
Per al treball de la fusta, s'utilitzaven raspadors curts, denticulats i escotadures.
En les eines fetes amb os, hi ha una reducció de la quantitat i la varietat: hi ha arpons aplanats amb orifici allargat a la base; poques vegades estan decorats, com en el cas dels trobats a Los Azules i La lluera (Astúries), però són segurament més eficaços que els de cultures anteriors. També hi ha espàtules i punxons de material orgànic.

## Art
És molt escàs en contrast amb el període cultural anterior. Desapareix l'art rupestre i decau l'art moble, que es redueix a còdols gravats amb motius geomètrics o acolorits i una decoració geomètrica ocasional feta en ossos i espàtules, a més dels ja esmentats arpons decorats.

## Tipus de vida
Continuen amb l'estratègia de la caça i recol·lecció, però en diversifiquen els recursos. Canvien l'alimentació animal incorporant-hi el cabirol i el senglar i mantenen els cérvols i animals de les roques com la cabra. És molt significatiu el gran ús que es fa dels recursos del mar, ja siguin peixos o mol·luscs. En general, la millora climàtica de l'Holocè permet una major recol·lecció.
Al jaciment de Los Azules, s'hi va trobar un enterrament on s'havien dipositat junt al cadàver arpons decorats, còdols pintats i mol·luscs que van ser recollits a uns 30 km de distància.